# 樽谷大助
樽谷 大助（たるたに だいすけ、1966年4月6日 ‐ ）は、日本の平和活動家、映画監督、俳優、フォトグラファー、メディアプロデューサー。ウエストイーストプロダクション株式会社のオーナーで芸能エージェントとしても活動。兵庫県神戸市在住。その他にも行政書士、宅地建物取引士、空手家（二段）、レーサー（国内A級ライセンス所持）などとしても活動する。

## 人物
空手家（初段）として、武道を通じた日本文化の発展の活動や、世界の平和活動に参加する。世界空手連盟より空手道一段を認定され、流派を超えた空手道場の訪問活動や、戦争避難民の受け入れ支援を継続している。
妻のタチアナ・ポヒドニヤ（ウクライナ）は、一般社団法人日本ウクライナ協会代表理事として、ウクライナ支援活動を行っている。

## 来歴
兵庫県立長田高等学校では映画研究部の部長を務め、8ミリ映画「みゆき」を制作。
オーストラリア、キャンベラのナラバンダ・カレッジに学ぶ。"映画制作"1984年〜1985年。
オーストラリアに留学し、映画撮影や監督業の学習に熱中した後、日本でビデオフィルムのレンタルの世界からキャリアをスタートする。
その後、人の縁からクラブDJなどとして活動するようになり、クラブ名に映画から着想した名前を使い、いくつかのクラブを経営するようになる。
起業当時、神戸市は阪神・淡路大震災に見舞われたばかりで、1995年の大火で家屋やインフラのほとんどが焼失・消失していた。
当時クラブバーの経営の傍ら、不動産取引の資格を活かし、多くの人の住まいや生活空間を紹介・サポートし続け、不動産会社オーナーとなった。
ハリウッドミュージシャンのリッキー・レベルのミュージックビデオの制作やファッションイベントの写真撮影・ビデオ撮影などの経験を積みながら、2018年に設立したウエストイーストプロダクション株式会社の映画監督として制作活動を行っている。

## 映画・映像関係の実績
- リッキー・レベルのミュージックビデオ「Champion Tokyo2020」のレコーディングとMV制作に参加。
- 田中壱征監督作品「風が通り抜ける道」では、ヨーロッパの配給ディストリビューターとして、映画のメディアプロデュースを担当。
- 映画「ダイバーシティ・ユナイテッド～ディープステートの陰謀～」では、監督として働き、メディア・プロデューサーを務めている。
- メイ・リウ監督作品「ロスト・イン・24」のメディア・プロデューサーを務める（2023年3月～）。
- 夜西敏成監督作品「サファイア-SAPPHIRE-」（ガンアクション映画）のメディア・プロデューサーを務める（2023年5月～）。
- 神戸市内で、夜西敏成監督によるガンアクション映画「サファイア-SAPPHIRE-」の上映会を開催。
- 第76回カンヌ国際映画祭ショートフィルム部門に、監督作「ダイバーシティ・ユナイテッド　ディープステートの陰謀」を出品。
- 2023年5月21日、22日、第76回カンヌ国際映画祭のオフィシャルホテルの1つであるホテル・バリエールル・グレイ・ダルビオンにてカンヌ国際映画祭自主製作、メディアプロデュース映画の上映会を実施。
- メディアプロデュース作品として、田中壱征監督作品『風が通り抜ける道〜A path where the wind passes through〜』、メイ・リウ監督作品『Lost in 24』、夜西敏成監督作品『サファイア』、ビレンドラ・クマール監督作品『100 Bullets』を紹介し、現地入りした各監督からの作品紹介も行った。
- 9月2日～8日、イタリアのヴェネチアで開催されたヴェネチア国際映画祭に役員を務める一般社団法人ユーラシア国際映画祭が公式認定映画製作・買付団体として選ばれ正式招待された。映画祭では、サルコジ元フランス大統領、ヴェネチア国際映画祭主催のアルベルト・バーバラや、プログラムディレクターのアンジェラ・サポルディらと対話を行った。
- 9月10日から14日までロシアのアムール州ブラゴベシチェンスク市で開催されたアムールの秋映画祭に作品をエントリーし、正式なセレクションに選ばれた「サダコの鶴」（増山麗奈・樽谷大助監督）は13日に上映され、核兵器廃絶を願う映画は市民から評価を得た。映画「サダコの鶴」は広島原爆の被爆者であり白血病で亡くなった12歳の少女・佐々木禎子と、福島原発事故の被害を体験した少年シンジが時空を超えて出会い核兵器のない世界を願う物語である。佐々木禎子は、生前病室で1000羽の折鶴を折り、広島平和記念公園には彼女をモデルにした“原爆の子像”が建てられている。デヴィ・スカルノが“鶴の精霊”の声役として出演。
- 映画「サダコの鶴」は、JETRO主催の日本を代表するエンタメコンテンツを紹介する“JAPAN STREET”取扱作品となり、役員を務める一般社団法人ユーラシア国際映画祭が世界配給を進める。
- 2023年10月7日～10日、第28回釜山国際映画祭主催、アジア最大のコンテンツマーケットACFM（アジアコンテンツフィルムマーケット）で、増山麗奈との共同監督作とプロデュース4作品が、オンライン上映された。「サダコの鶴」（監督：増山麗奈・樽谷大助）、「ダイバーシティ・ユナイテッド」（監督：樽谷大助、プロデューサー：増山麗奈）「はじまりの日～ベーシックインカム元年～」（監督：増山麗奈・樽谷大助）、「LOST IN 24」（監督：メイリュウ、プロデューサー：樽谷大助）
- 10月29日、ミュージシャン、リッキー・レベルのミュージックビデオ「SONIC BOOM～侍JAPONISM編～」を企画・制作し、公開した。リッキー・レベルはアメリカのLGBTのポップアイコン。
- 11月5日、「48Hour film Project大阪」にて10月20日～22日までの48時間で製作した短編映画「戦争を止める砂時計」（監督：樽谷大助・増山麗奈）が上映され、審査員特別賞を受賞。
- 「児童虐待を許すな!! 故ジャニー喜多川児童性加害問題どうなる!?緊迫するパレスチナ問題」深月ユリア事務所主催イベントにて、増山麗奈との共同監督作である短編映画「ガザNOW~愛娘を奪われたジャーナリスト映像～」を発表し、ガザ在住のサメハ・アハメッドより届けられた現地レポートをもとに、ジャーナリストが16名殺害され、封鎖された現地の様子を伝えた。
- 2023年7月18日「歳三の刀」（監督：増山麗奈、アンドレイ・ムイシュキン）のチームに監督として参加。2023年11月17日に東京都西多摩郡で撮影された戊辰戦争のシーンでは、白馬にまたがり歳三を討つ新政府軍の本田総裁役を演じた。
- 2023年11月17日～19日「48Hour Film Project FUKUOKA」では、短編映画「明日は晴れ」（監督：樽谷大助・増山麗奈）を東京都武蔵村山市の12所神社で撮影。
- 12月2日、福岡市総合図書館映像ホールシネラDEプレミア公開された。「明日は晴れ」は、明日の天気を読む天気予報士の神童“羽山あすみ”を白石未来、村の統治者である“羽山殿”を樽谷大助が演じ、二人の奇妙な交流をきっかけに“世界平和を実現する気象神社”が誕生した背景を描いた。
- 2023年11月23日～25日、スペイン、バルセロナのバルセロナ大学など5会場で開催された、第15回ワールドピースフォーラムに招待を受け、平和に向けたスピーチを行い、映画「サダコの鶴」を増山麗奈とともに上映。
- 2023年11月24日～26日にかけて、スペインのバルセロナにて映画「愛のフロッピーディスク」（監督：樽谷大助・増山麗奈）の製作を行った。「愛のフロッピーディスク」は謎の死を遂げた伝説の考古学博士サイモン・ルビンの謎を追いかけるサスペンスドラマ。
- 2023年12月23日、障害や差別、多様性・共生社会を考える「第一回ダイバシティ映画祭～映画上映会＆シンポジウム～」が東京・八王子の八王子市生涯学習センターで開催。「ダイバーシティ・ユナイテッド」（監督：樽谷大助、脚本・編集：増山麗奈）を上映した。
- 2023年12月13日、「TEATRO ITALIA」で開催され126組が参加したイタリアの「48Hour Film Project Roma」では「スペインでカタルーニャ語を駆使した日本人チームの撮影」ということが評価され「愛のフロッピーディスク」が48hfpローマ最優秀フレーズ賞を受賞した。
- 2023年12月27日、福岡のチャレンジングパークで、「48Hour film Project FUKUOKA」の授賞式が開催され、2023年11月17日～19日に東京で撮影された樽谷大助・増山麗奈が製作した「明日は晴れ」（一般社団法人ユーラシア国際映画祭企画）が、参加作品31組の中で、最優秀衣装賞を受賞し、アクション賞にノミネートされた。
- 2024年1月13日、樽谷が共同監督を務める長編映画「歳三の刀」がTOKYO MXで紹介された。
- 2月17日、TVドラマ「ピースラリー」の撮影。能登、北日本応援ドラマ「ピースラリー」

制作：ウェストイーストプロダクション
キャスティング協力：株式会社サンディ
放送局：TOKYO MX 第77回カンヌ国際映画祭Officialホテルにて披露上映決定。
- 2月18日、スペインの雑誌RCNBに映画「愛のフロッピーディスク」が掲載。
- 4月1日、増山麗奈と共同制作した映画「戦争を止める砂時計」が、カナダのノースバンクーバー、ブリティッシュコロンビア州で上映。
- 4月7日、ロータスインターナショナルアートフェスティバルで短編部門で選出。
- リッキー・レーベルの新曲「Sonic Boom」のミュージックビデオが「EUROPE MUSIC VIDEO AWARDS」において賞を受賞。
- 「ソニックブーム」のミュージックビデオが「Mokkho International Film Festival 2024」のベストミュージックビデオ部門にノミネート。
- プーンブカール独立系映画祭で「Sonic Boom」が「最優秀ミュージックビデオ賞」受賞。

## テレビ／ラジオ出演
- 東京MXテレビ系の番組「えにしの記憶」内コーナーで「大助と麗奈のメイキングフィルム」を放送。
- 東京FM系コミュニティバードの番組「POWER UP MORE Nippon」内のコーナー「大助と麗奈のスターシネマ」を放送。
- 渋谷クロスFM「大助と麗奈のムービースター」
- 東京FM系ミュージックバード
- 2024年4月9日、「Luxury Gara 2024」授賞式の様子がアメリカのKSATVで放送され、メディアプロデューサーと平和活動家として紹介された。

## アワード／ファッションショー
- 2019年 - ミス・アース・ジャパン兵庫県大会を主催。
- 2022年 - モナコ・ウィーク・インターナショナルのオフィシャルフォトグラファーとして撮影。
- 2023年1月1日 -「H.R.H.May Liu Pierpoint」主催「SUPERSTAR ART FOUNDATION」アンバサダー就任
- 日本国内でのスーパースターアワードの開催権取得（2022年のスーパースターアワード受賞者は、デヴィ・スカルノ、マーク・エステル、樽谷大助であった）。
- 2023年12月11日、パリのフォーシーズンズホテルジョージ5で開催された第46回「THE BEST」（最優秀賞授賞式）において、イスラエルやパレスチナ、ウクライナ・ロシアでの平和活動実績を認められ「THE BEST」を受賞し、ドイツのビスマルク公妃から直々にトロフィーを授与された。過去の受賞者にはダイアナ妃やロバート・レッドフォード、芸術家アンディ・ウォーホルや、女優で動物愛護家ブリジッド・バルドー、デザイナーのカルバン・クライン、ジャンニ・ヴェルサーチなどがいて、日本人としては高田賢三（KENZO）、森英恵に続く3人目。
- 2024年3月9日、アカデミー賞に合わせて、オスカーのプレスラウンジへ。ハリウッドスター、リッキー・レーベルからのVIP招待で、ロサンゼルス在住の音楽、映画関係者と交流。リッキー・レーベルは3月10日アカデミーアワード・セレブレーションにおいて、歌手のチャカ・カーンの前でパフォーマンス。
- 3月10日、アメリカ・カリフォルニア州のヒルトン・ユニバーサルホテルでのLuxury Garaでは、アカデミー賞受賞式の日に2024年Best peace Activistとして受賞。レッドカーペットでインタビュー。新作ドキュメント・ドラマ「ピース・ラリー」を上映。
- 3月21日、Luxury Garaにて、オスカー受賞：Hrh May Liu/Daisuke Tarutani

樽谷がメディアプロデューサーを務める、映画作品「Blooming Sisters」の監督であるメイ・リュウが、Best Actress/Directerを受賞。
- 4月8日、平和十字章受賞。元ドイツ連邦国防大臣フランツ・ヨーゼフ・ユングが受賞したもの を、彼についで2番目に受賞するもの。
- 4月20日ドイツのバイエルン、フライヒング・オーバープファルツにて受賞式。
- 4月12日、映画「Legend Bike」がCineTech Future Fest（シネチック・フューチャー・フェスト）にて、Best Interactive Movie with Artificial Intelligence（ベスト・インタラクティブ・ムービー・ウィズ・アーティフィシャル・インテリジェンス）を受賞した。

## 空手家
- 2007年12月 - 第三回正道会館 兵庫県空手道選手権大会マスターズクラス準優勝。
- 2008年10月 - 第四回正道会館 兵庫県空手道選手権大会マスターズクラス準優勝。
- 2009年10月 - 第五回正道会館 兵庫県空手道選手権大会マスターズクラス3位。
- 2019年8月 - 格闘技イベント「ACCEL」出場。6回戦プロボクサーのラーメンツボと引分。
- 2019年12月 - 格闘技イベント「ACCEL」出場。プロキックボクサー「ゴールデンヤンキー」に勝利
- 2022年8月 - ウクライナのオデーサで1000人の弟子（門下生のアンジェリカ・テリューガは東京オリンピック2020空手女子組手55キロ級銀メダリスト）をもつ空手道場・松涛館流Taiger termの師範Alexander Negaturov（七段）の認定で、世界空手連盟より空手道一段認定書授与。
- 2022年8月 - 戦時中のウクライナ、ジトームィルで「Dojo Karate Term」の子供達に空手指導および交流稽古。地元テレビ局の取材を受ける。
- 2022年9月 - 天理大学空手部監督、賢友流用木館、田中千秋、道場生とウクライナ避難民との交流稽古。
- 2022年10月 - アラブ首長国連邦アブダビにて、アル・ラハ・モールにある極真空手道場に交流稽古訪問。
- 2023年4月 - 空手道禅道会首席師範の小沢隆より海外統轄委員会顧問に指名される。
- 2023年4月 - 空手道禅道会オールロシア大会に招聘され、大会の副審判を務める。
- 2023年9月25日ウクライナのオデーサで、ウクライナ最大の空手大会である第21回黒海杯に世界武道連盟理事の立場でプレゼンターとして招聘される。ウクライナ全土やモルドバ、ポーランド、トルコなど周辺国から800人の老若男女の空手選手が参加。
- 2024年2月27日、日本空手の伝承者ビタリーの追悼記念大会のため、空手道禅道会師範の小沢隆と北京へ。
- 3月4日、空手道禅道会ロシア訪問。ウクライナとロシア、ビタリー追悼記念空手大会のため。
- 3月5日、北京からウラジオストックへ入国するにあたり、携帯電話を取り上げられ4時間半拘束された。妻がウクライナ人であり、5回ウクライナに渡航しているため、スパイと思われた可能性がある。その後、空手道禅道会、ロシア、支部などにも身元調査の連絡が入り入国、ロシア支部のメンバーと再会した。
- 3月6日、空手道禅道会ロシア支部長ビタリー追悼記念空手大会実施。
- 3月11日、ウクライナ支援の空手団体がロシアへ入国。空手道禅道会師範の小沢隆と樽谷も同行。NBS長野放送ニュースに掲載された。
- 4月15日、極真空手3段合格。世界極真武道会日本支部の名誉顧問に就任。空手道禅道会2段、WKF松濤館初段、正道会館1級合わせて6段。

## レーサー歴
- 2019 鈴鹿クラブマンレース ラウンド6 - 23位

## 平和活動
- クラシックカーを使って平和を訴えるピースドライバー活動を各国で展開。
- 2009年8月 - 地域発展のための貢献を評価され、神戸市長の久元喜造より神戸市花時計賞。
- 2018年3月 - 第29回北野天満宮梅花祭でパフォーマンス披露。
- 2019年3月 - 旧ユーゴスラビア王子のセルジュとともに山形県訪問。
- 2019年8月 デヴィ・スカルノとともに広島、長崎、大阪を訪問、大阪府知事の橋本徹を訪問。
- 2022年5月 - 長野県高森町、空手道禅道会にて歓迎会招待。ウクライナ避難民9名受け入れサポート。小沢隆よりウクライナ避難民及び障害者の受け入れを推進。
- 2022年6月から8月までウクライナ避難民支援活動をウクライナ、オデッサ、キーウで行う。
- 2022年6月 - ポーランドの『ワールドセントラルキッチン』でボランティア。2022年8月　モルドバの『ピースフォーモルドバ』でボランティア。
- 妻がウクライナ人のためにウクライナ避難民支援活動。神戸にてウクライナ避難民13人の身元保証人。
- 2023年1月 - デヴィ・スカルノと共にウクライナのキーウを訪問。
- 2023年4月 - 空手道禅道会オールロシア大会に招聘された際、ロシア軍大佐、将軍に平和に向けての願いを呼びかけた。
- 2023年5月 - ユニバーサルダンスフェスティバル2023神戸にて、一般社団法人日本ウクライナ協会として、パフォーマンスステージを披露。ウェストイーストプロダクション有志とサポートするウクライナ避難民でステージを行い、特別ゲストの今井絵理子と交流した。
- 2023年5月13日 - The children for Peaceの慈善パーティーにおいて慈善家であり、国際的なイベンターであるマッシモ・ガルシアや、Lamia  Khashoggi、ハリウッド俳優のサミー・ナセリと懇談。
- 2023年5月18日 - カンヌで開催されたUKRANIAN FASHION FILM FESTIVALにおいて、日本ウクライナ協会を代表して、日本の富士山とウクライナ国旗をイメージした着物を着て参加し、ウクライナの子供たちと交流した。
- 2023年6月11日 - 「禎子の折り鶴」の佐々木祐滋からこの年5月にG7広島サミットで各国の首相らに配られた「禎子の折り鶴」の金属製レプリカを預かった。核廃絶を訴える活動の実績を認められ、ローマ教皇に謁見する際に献上することとなったが、6月の謁見はローマ教皇の手術の影響で中止となった。予定通りバチカン入りした樽谷は、「禎子の折り鶴」の複製とともに佐々木祐滋の思いも自らの言葉で伝えたいと、核への警鐘を鳴らすため、最善を尽くした。
- 2023年6月29日 - ローマ、コロンナ宮殿にて国際平和をテーマに牧野満徳の個展を開催。合わせて、自身のコレクションである友人の画家のマーク・エステルの絵画7点を展示。
- 6月29日バチカン、聖フランシスコのペテロとパウロの使徒の儀式に参加。ルクセンブルクの大司法であるジャン＝クロード＝オロリッシュ大司法、ベネチア大司教、広報隊長ジャン＝マリーと面談。
- 2023年7月 - UAEのラアス・アル＝ハイマ首長国マジットに広島G7の「禎子の折り鶴」を献上。核廃絶を訴える。
- 2023年7月26日 - トルコ地震で被害を受けたハタヤの避難民キャンプを訪問。水、食料や生活必需品を子供たちに届けた。
- 2023年G7広島サミットで各国首脳に配られた「折鶴のレプリカ」をアラブ首長国連邦のマジッドに寄贈。
- 2023年11月24日G7広島サミットで各国首脳に配られた「折鶴のレプリカ」を、ワールドピースフォーラム代表のジョセフ・フェリックス・ベンツ・オリバーに寄贈。
- 2024年、G7広島サミットウクライナサポート・アクセル募金でアクセル57で頂いた募金をウクライナ避難民、食糧の一部とモルドバ・フォー・ピースと子供達がオデッサの「日本語の学校」で使う本の購入費用として送金。
- 能登半島沖地震復興支援の為の神戸〜東京〜金沢〜輪島を舞台とするピース&カルチャーラリーの記事がYOMIURI ONLINEなど13媒体に紹介された。
- 樽谷が第46回The Best賞を受賞した様子が、フランスのStar Media に掲載された。
- 3月21日、CPMによるピース&カルチャー・アースラリー、スポンサーの多国籍企業ゼプター・モナコ本社訪問。ゼプターはモナコF1グランプリのスポンサー。
- 3月24日、モナコ皇室主催の「薔薇の舞踏会」に招待参加。テーマは「ディスコ70年代、80年代」グロリア・ゲイリーや、マッシモ・ガルシア、プリンスアルバート2世らと交流。モナコ大公アルベール2世に「侍ありがとう」と声掛けされた。舞踏会の収益は全て1964年以降、グレース太公妃財団に寄付され、人道的かつ慈善的な取り組みとして、困難な生活にある人々や恵まれない子供たちを支援している。

## その他
- 2023年2月23日 - 鈴鹿サーキットでギネスブック掲載「251台のランボルギーニによる世界最大のパレード」に参加。
- 2023年6月 - 洋画家の牧野満徳と契約を交わし契約アーティストとなる。
- 2023年9月30日（土）～10月6日（金）「北斎と現代のサムライたち～世界へ飛び出せ！ジャポニズムグレイトアゲイン」展（会場：拙筆屋万次郎ギャラリー） に協賛。自身のコレクションである河井寛次郎や棟方志功らの作品を出品。
- 2023年9月30日～10月6日　「北斎オマージュ・グレイトジャポニズムアゲイン展」（会場：神戸ファッションマート　万次郎ギャラリー）を開催。
- 2024年3月21日、ナポレオン3世の館でニース市長はじめとするニース政府関係のパーティー招待参加。